# Tara Fares
Tara Fares (en arabe : تارة فارس), née le 10 janvier 1996 à Bagdad, en Irak, et morte assassinée le 27 septembre 2018 dans la même ville, est une blogueuse, influenceuse et mannequin irakienne. Adepte d'un mode de vie « à l'occidentale », elle devient l'une des personnalités irakiennes les plus populaires des réseaux sociaux.

## Biographie
Née à Bagdad, Tara Fares (de son nom complet : Tara Fares Chamoun Asha) est fille d'un père irakien et d'une mère libanaise.
En septembre 2014, elle est élue Première dauphine de la « Reine de beauté de Bagdad », lors d’une cérémonie au Shooting Club de Bagdad, un concours non-officiel, celui de Miss Irak ayant été interdit en 1978 avant de réapparaître en 2015.
Elle séjourne quelques mois en Europe, avant de revenir à Bagdad, où elle mène une vie « occidentalisée ». Elle continue de voyager régulièrement et s'établit à Erbil, dans le Kurdistan irakien. Elle poste sur son compte Instagram aux 2,7 millions d'abonnés des photos d'elle plus ou moins vêtue, affichant ses tatouages dans des « positions sexy », qui choquent une partie de la société irakienne, musulmane à 97 %. Tara Fares est alors l'une des personnalités irakiennes les plus influentes des réseaux sociaux.
Fin août 2018, elle publie sur Instagram un message dénonçant le manque de tolérance en Irak : « Cela ne me fait pas peur que des gens rejettent l'existence de Dieu. Ce qui me fait vraiment peur, ce sont ceux qui tuent et massacrent pour prouver l'existence de Dieu ».
Le 27 septembre 2018 en fin de journée, elle est abattue par trois balles, alors qu'elle est au volant de sa Porsche décapotable, dans une rue du quartier de Camp Sarah. Son compagnon, qui l'accompagnait, l'emmène en urgence à l'hôpital, où son décès est constaté. Sa mort attire de nombreux hommages,.
Concernant les auteurs de l'assassinat, des soupçons se tournent du côté des milices chiites des Hachd al-Chaabi.